# 福寿堂
福寿堂，又名理学渊源，位于江西省上饶市婺源县江湾镇理坑村。清光绪七年（1881年）五品官员余道生所建。
福寿堂门楼朝西，五凤楼样式，正中刻“理学渊源”字匾。内门为三叠牌楼式样，刻画出月梁，装饰以花草图案。
2006年5月25日，福寿堂作为理坑村民居的子项目，列为全国重点文物保护单位。